# Roussec
Le Roussec est une rivière du sud-ouest de la France qui coule dans le département de la Haute-Garonne. C'est un affluent du Ger en rive gauche, donc un sous-affluent de la Garonne.

## Géographie
De 10,8 km de longueur, le Roussec prend sa source dans les Pyrénées à Génos sous le nom de Ruisseau l'Arrieu sec et se jette dans le Ruisseau de la Lose puis le Job à Encausse-les-Thermes dans la Haute-Garonne.

## Département et communes traversés
- Haute-Garonne : Génos, Malvezie, Sauveterre-de-Comminges, Régades, Payssous, Cabanac-Cazaux, Encausse-les-Thermes.

## Principaux affluents
- Ruisseau de Bouigot : 1,9 km
- Ravin de Boucou : 3,1 km
- Ruisseau de Grouns de la Longuère 4,2 km
- Ruisseau de Lo : 5,1 km